# Streichquartett Nr. 4 (Tanejew)
Das Streichquartett Nr. 4 a-Moll op. 11 ist eines von insgesamt sechs mit Opuszahl versehenen Streichquartetten des russischen Komponisten Sergei Tanejew.

## Entstehung, Aufbau und Stil
Der Gattung des Streichquartetts wandte sich Tanejew als Komponist verhältnismäßig spät zu. Das erste, das er einer Veröffentlichung für wert befand (frühere Werke wurden posthum veröffentlicht), schuf er Anfang der 1890er-Jahre, als er zu einem der einflussreichsten Lehrenden des Moskauer Konservatoriums aufgestiegen war. Sein offiziell viertes Streichquartett komponierte der gereifte Musiker in den Jahren 1898 und 1899. Auf Vermittlung von Nikolai Rimski-Korsakow wurde es von Mitrofan Beljajew verlegt. Die Sätze lauten wie folgt:
- Adagio - Allegro
- Allegro vivace e scherzando
- Adagio
- Finale: Adagio - Allegro

Die klassisch viersätzige Konzeption bietet hier lediglich den Rahmen für ein in Form und Ausdruck ungewöhnliches und progressives Werk Tanejews, dessen bisherige Kompositionen als eher akademisch und traditionsverhaftet gegolten hatten. Die Sätze werden durch eine „erstaunlich freie Chromatik, gleitende Harmonik und vielschichtige Rhythmik“ geprägt. Die sich lebhaft entfaltenden Klanggemälde, etwa im virtuos-verspielten Scherzo, werden jedoch immer wieder verdichtet und die Sätze zyklisch miteinander verbunden.

## Rezeption
Mit dem Streichquartett, dessen Tonsprache Tanejew zu Beginn des 20. Jahrhunderts noch weiterentwickelte, wies er der russischen Musik den Weg in die Moderne.